# شهرستان کاوینگتون (میسیسیپی)
شهرستان کاوینگتون، میسیسیپی (به انگلیسی: Covington County, Mississippi) یک سکونتگاه مسکونی در ایالات متحده آمریکا است که در ایالت میسیسیپی واقع شده‌است.